# Криза у Кремлі
Криза у Кремлі — відеогра, випущена групою людей з пострадянського простору у 2017 році як перероблена версія гри Crisis in the Kremlin.
За сюжетом гравець виступає в роді генерального секретаря, керівника Радянського Союзу, в період з 1985 по 1995 роки. Гравець може вибрати одну з декількох запропонованих дат старту (1985, 1986, 1988, 1989) і одну з реальних особистостей серед тих, які мали шанс керувати Радянським Союзом в цей час. Крім того, гравець може створити власного персонажа, визначивши його характер, а при старті в 1985 році — також визначити, як закінчилися події, що пройшли до початку гри. В ході гри гравець вирішує проблеми державної ваги, розподіляє бюджет і розбирається зі внутрішньою і зовнішньою політикою.

## Ігровий процес
Гра розділена на ходи, які тривають половину ігрового місяця. Починаючи з березня 1985 (або з більш пізньої дати), гравець вирішує різні державні питання, які пропонуються йому кожен хід. Завдання різняться: від нового п'ятирічного плану до подолання наслідків Чорнобильської катастрофи, від антиалкогольної кампанії до афганського питання. Для кожного питання зазвичай існує хоча б три варіанти вирішення, але деякі варіанти можуть бути заблоковані через попередніх дій гравця. Крім цих питань, що становлять істотну частину гри, гравець контролює радянський бюджет, розподіляючи наявні кошти (вимірюються в сотнях мільйонів) за такими галузями, як економіка, імпорт, державні виплати, армія, адміністративні витрати, духовні витрати, наука, вплив і дотації. Також гравець може міняти політичні доктрини (розділені на три вкладки: МВС, МЗС і Мінфін), розвивати науку і взаємодіяти із зарубіжними країнами. Рішення, які приймає гравець, сильно впливають на ігровий світ і можуть мати наслідки пізніше.
Перемога може бути досягнена в декілька способів: можна зберегти Радянський Союз до кінця 1995 року, перемогти США і розвалити НАТО, виграти в ядерній війні або ж досягти комунізму. Крім того, перемогти можна, провівши реформи так, щоб це не призвело до розпаду Радянського Союзу: в такому випадку гра закінчується в 1993 році. Програти гравець теж може декількома способами: почати ядерну війну без належної підготовки, стати жертвою державного перевороту або ж революції, розвалити Радянський Союз. На відміну від попередника, Crisis in the Kremlin, перемогти можливо, нехай і нелегко.
Ситуація у світі на початок гри відповідає історичній, якщо гравець не змінював передісторію. В ході гри гравець може як розширити соціалістичний табір, так і втрачати його членів під дією зовнішніх сил. Активна політика на міжнародній арені необхідна для того, щоб знищити Сполучені Штати.
Дії гравця сильно обмежені тими фракціями, які перебувають при владі. Всього в грі присутні шість фракцій: троцькісти, сталіністи, консерватори, помірні, реформатори і ліберали. Деякі ігрові дії вимагають наявності більшості у одній з фракцій. Стан фракцій на початок гри визначається обраним персонажем, а змінюється в процесі гри через прийнятих рішень і підтримки, що надається гравцем.
Економіка опрацьована "багатопланово і дуже масштабно". Гравець розподіляє наявні у нього кошти (на старті це 2000 сот мільйонів) по 41 категорії. На ефективність вкладень впливають корупція і приписи, самі ж вкладення впливають на показники країни. Деякі з областей вкладення шкідливі для гравця і можуть привести до його поразки (наприклад, імпорт підручників і посібників). Щомісяця бюджет поповнюється за рахунок доходів, які можна розподіляти по галузям. Суми витрат по кожному пункту повинні бути кратні 10 сотням мільйонів.
Доктрини держави розбиті на безліч галузей в трьох категоріях: внутрішня політика, зовнішня політика і економіка. Для того, щоб отримати можливість змінювати політичний і економічний курс самостійно, а не тільки як результат рішень проблем, необхідно витратити певну кількість очок. Кожна зміна в будь-якій галузі також вимагає витрат у вигляді політичних очок, а також підтримки з боку з'їзду КПРС.
Екран науки пропонує кілька альтернативних шляхів розвитку держави: Інтернет або ЗДАС, освоєння "нової цілини" або підвищення ефективності землеробства.

## Критика
Графіка низької якості і звук, який представляє собою набір радянських пісень, видають інді-походження гри
У рецензії "Навігатора ігрового світу" зазначається такий мінус, як відсутність інформації про те, до чого призведе той чи інший вибір. Вибори варіантів вирішення проблем змінюють політику непередбачуваним чином, і не для всіх політик зрозуміло, що вони роблять. Крім того, відзначається незручний інтерфейс: статистика розбита на чотири екрани, а бюджет — на десяток, що доставляє незручності при відсутності прямих переходів. Для дій написані умови, але не відзначається, що з цих умов ще не виконано. Є нарікання і до виділення активного елементу: від доступного він відрізняється тільки чорним обідком замість червоного

## Цікаві факти
- На початку гри у вікні видно святкову демонстрацію, але в міру зміни обстановки вид з вікна змінюється

## Дв.також
- Crisis in the Kremlin